# Схід – Захід (фільм)
«Схід — Захід» — художній фільм, спільного виробництва Франції, України, Росії, Болгарії та Іспанії 1999 року. Знятий за книгою Ніни Кривошеїної «Чотири третини нашого життя».

## Сюжет
Фільм описує події кінця 1940-х років, коли на хвилі післявоєнного патріотизму багато російських емігрантів репатріювалися до СРСР. Росіянин Олексій Головін з дружиною француженкою Марі повертається до СРСР, де на власні очі стикається з жахливими реаліями сталінського тоталітаризму. Майже всіх прибулих з ними на пароплаві відправили в табори або розстріляли. З долями головних героїв переплетені долі сусідів по комунальній квартирі: Ольги, інформаторки НКВС; Анастасії Олександрівни, вимушеної майже забути про своє шляхетне походження і її онука Сашка, талановитого спортсмена-плавця. Основна дія фільму розгортається в післявоєнному Києві.

## У ролях
- Сандрін Боннер — Марі Головіна
- Олег Меньшиков — Олексій Головін, лікар, російський емігрант
- Катрін Денев — Габріель Девеле
- Сергій Бодров — Саша Васильєв
- Тетяна Догілева — Ольга
- Богдан Ступка — Бойко, начальник оркестру, полковник
- Рубен Тап'єро — Сергій 7 років
- Ерван Байно — Сергій 14 років
- Григорій Мануков — Пирогов
- Меглена Караламбова — Ніна Федорівна
- Атанас Атанасов — Віктор, тренер
- Тетяна Массалітінова-Єсауленко — Анастасія Олександрівна
- Валентин Ганєв — Володя Петров
- Микола Бінєв — Сергій Козлов
- Рене Фере — посол Франції
- Даніель Мартен — турецький капітан
- Юбер Сен-Макарі — радник посольства
- Жоріс Казанова — Фабіані
- Жоель Шапрон — перекладач у театрі
- Франсуа Карон — поліцейський у Парижі
- Марія Верді — костюмерка
- Іван Савов — середній Петров
- Олександр Столярчук — молодший Петров
- Таня Люцканова — дружина інваліда
- Юрій Яковлєв — старий у комуналці
- Малін Крастєв — п'яниця
- Іван Петров — інвалід
- Стефан Младенов — 1-а дитина в комуналці
- Євгенія Ангелова — 2-а дитина в комуналці
- Мак Марінов — 3-я дитина у комуналці
- Віара Табакова — дружина п'яниці
- Дімітр Ніколов — водій вантажівки
- Олексій Вертинський — 1-й поліцейський
- Петро Панчук — отець Георгій
- Калін Яворов — Леонід Козлов
- Михайло Ганєв — Дмитро
- Банко Банков — слідчий
- Робін Кофалієв — 1-й офіцер
- Пламен Манассієв — 2-й офіцер
- Максим Генчев — мер Києва
- Красимир Ранков — Андрон
- Еміл Марков — кавказець
- Неоніла Білецька — Ірина
- Ігор Караленко — танцюрист
- Олег Лісогор — Анатолій, плавець
- Тамара Александрова — член тренерської ради
- Іордан Господінов — таксист
- Валентин Танєв — поліцейський
- Олександр Стоянов — офіцер КДБ
- Цвєтана Мирчева — робітниця заводу
- Тамара Плашенко — епізод
- Лариса Ступка — дружина полковника Бойка
- Людмила Михайлова — епізод
- Валерій Панарін — епізод
- Красимир Кутцопаров — епізод

## Знімальна група
- Режисер — Режис Варньє
- Сценаристи — Рустам Ібрагімбеков, Луї Гардель, Сергій Бодров, Режис Варньє
- Оператор — Лоран Даян
- Композитор — Патрік Дойл
- Художники — Володимир Свєтозаров, Олексій Левченко
- Продюсери — Ів Марміон, Ігор Толстунов, Олександр Роднянський, Патрік Сандрен, Євген Гінділіс, Стефан Кирилов, Галина Тонєва

## Нагороди та номінації
Нагороди
- Міжнародний кінофестиваль у Маямі 2000 — Вибір аудиторії
- Міжнародний кінофестиваль у Палм-Спрінгз 2000 — Вибір аудиторії
- Міжнародний кінофестиваль у Санта-Барбарі 2000 — Вибір аудиторії

Номінації
- Номінація на премію «Золотий глобус 2000» у категорії «Найкращий фільм іноземною мовою»
- Номінація на премію «Оскар 2000» у категорії «Найкращий фільм іноземною мовою»
- Номінація на премію «Сезар 2000» у категоріях: «Найкращий фільм»; «Найкраща акторка» — Сандрін Боннер; «Найкращий режисер» — Режис Варньє; «Найкращий саундтрек»